# Акомайо (провинция)
Акомайо (исп. Provincia de Acomayo , кечуа  Aqumayu pruwinsya) — одна из 13 провинций перуанского региона Куско. Площадь составляет 948 км². Население — 27 357 человек; плотность населения — 28,86 чел/км². Столица — одноимённый город.

## География
Граничит с провинциями: Киспиканчи (на северо-востоке), Канчис (на востоке), Паруро (на западе), Канас и Чумбивилкас (на юге).

## Административное деление
В административном отношении делится на 7 районов:
- Акомайо
- Акопиа
- Акос
- Мосос-Льякта
- Помаканчи
- Рондокан
- Сангарара